# Buksnäckor
Buksnäckor (Gastrodontidae) är en familj av snäckor. Buksnäckor ingår i ordningen landlungsnäckor, klassen snäckor, fylumet blötdjur och riket djur.
Familjen innehåller bara släktet Zonitoides.

## Bildgalleri

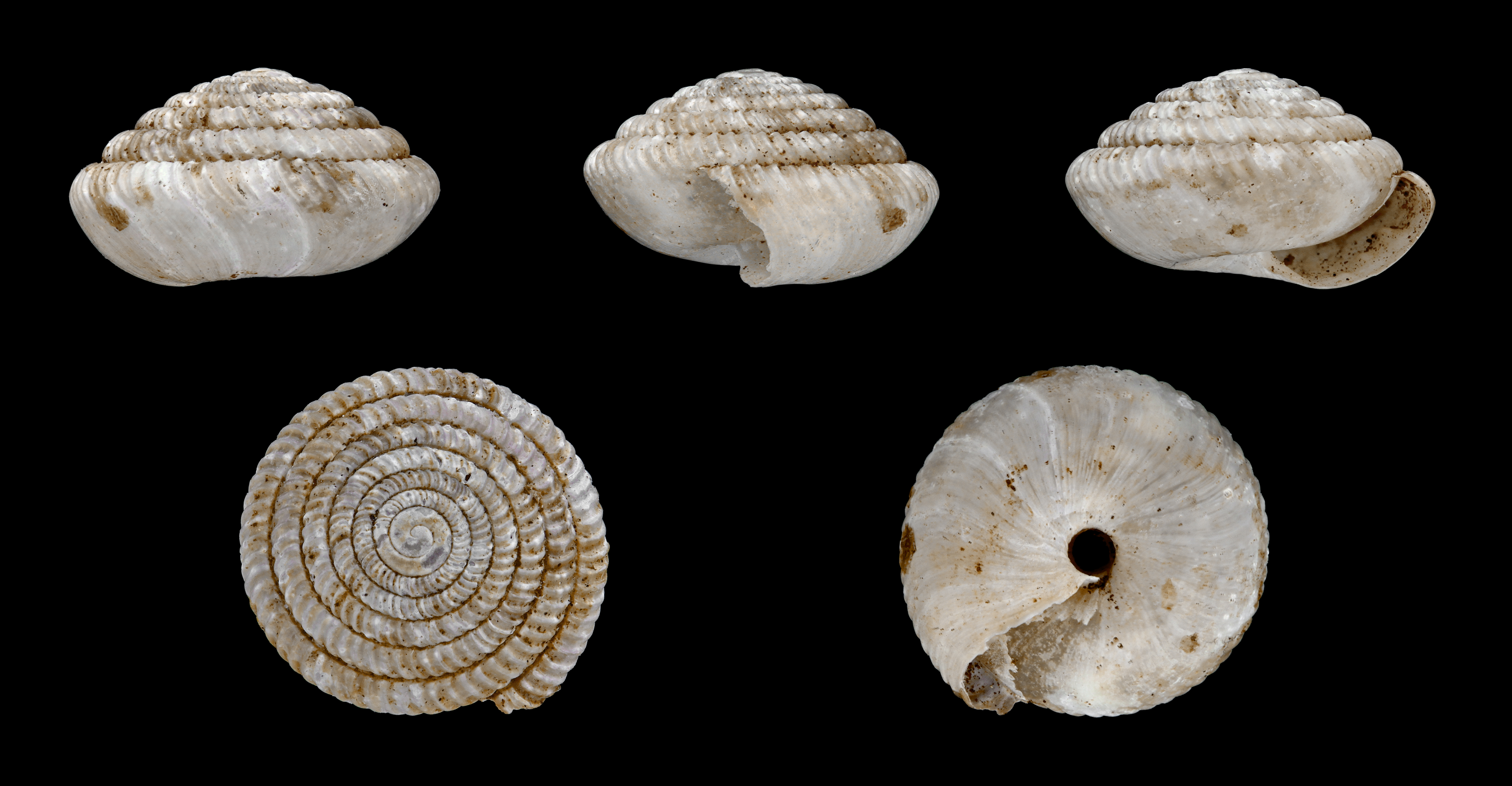
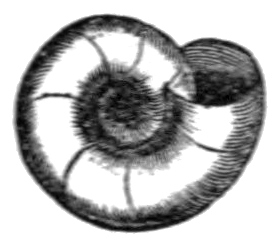
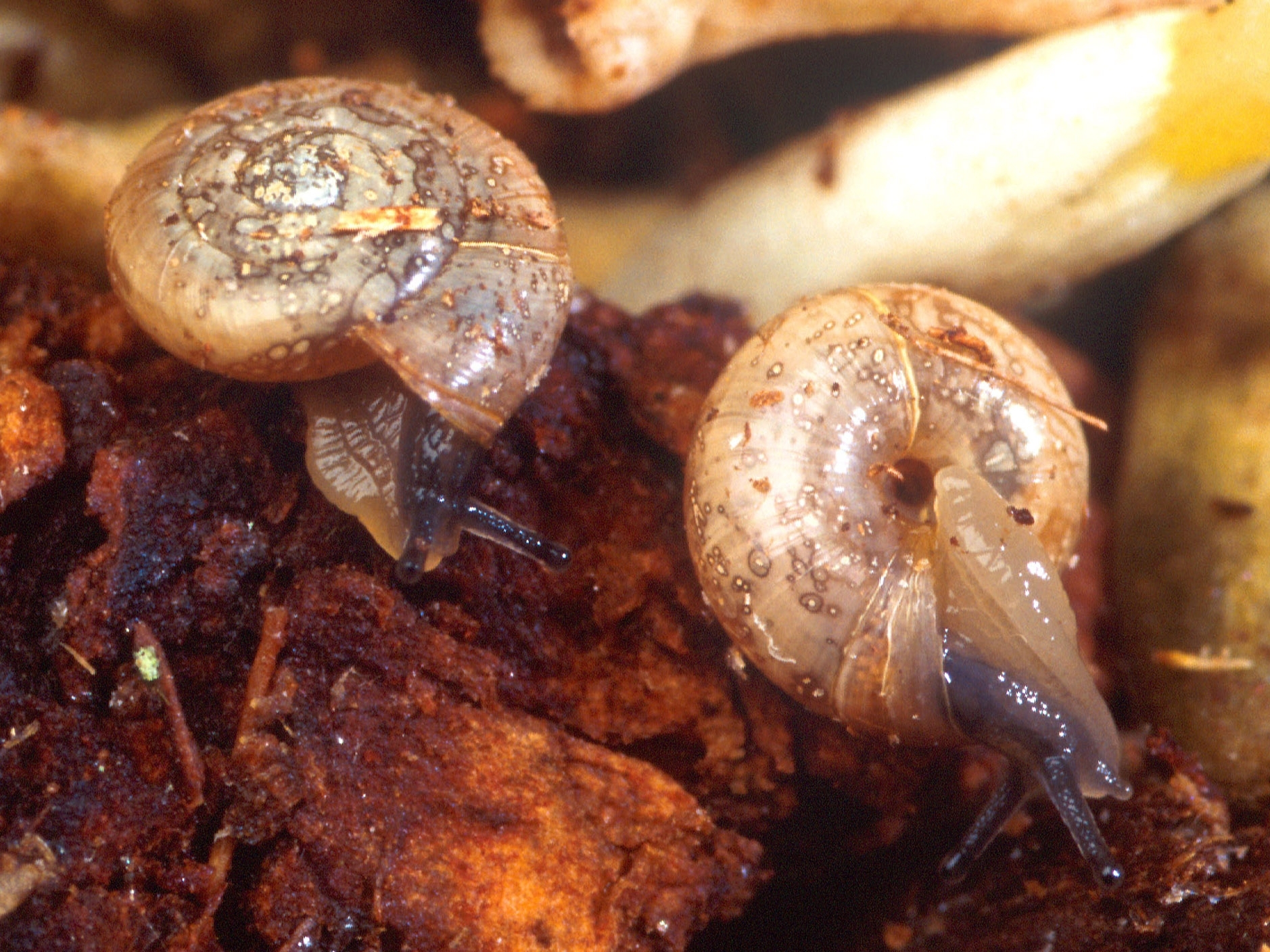
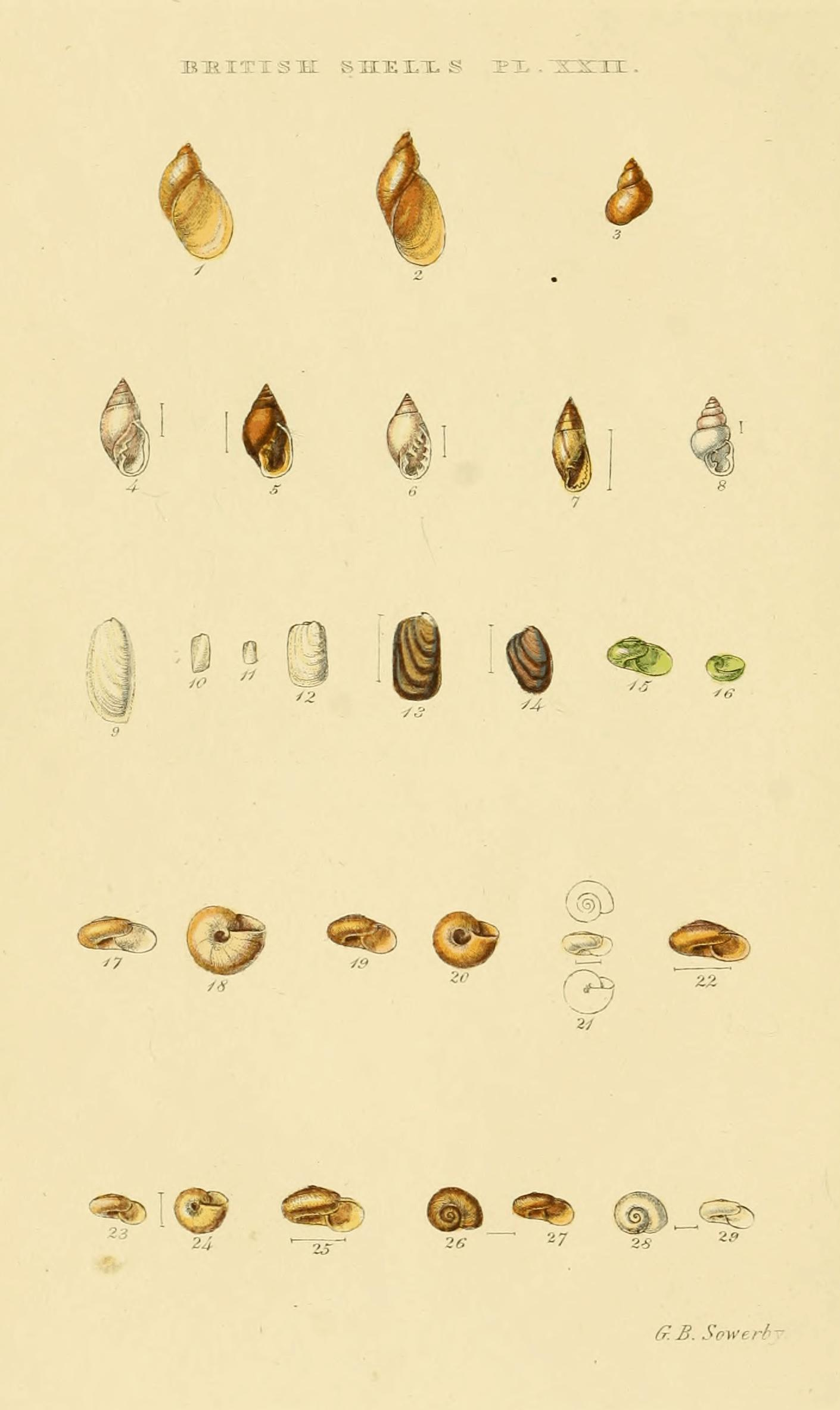
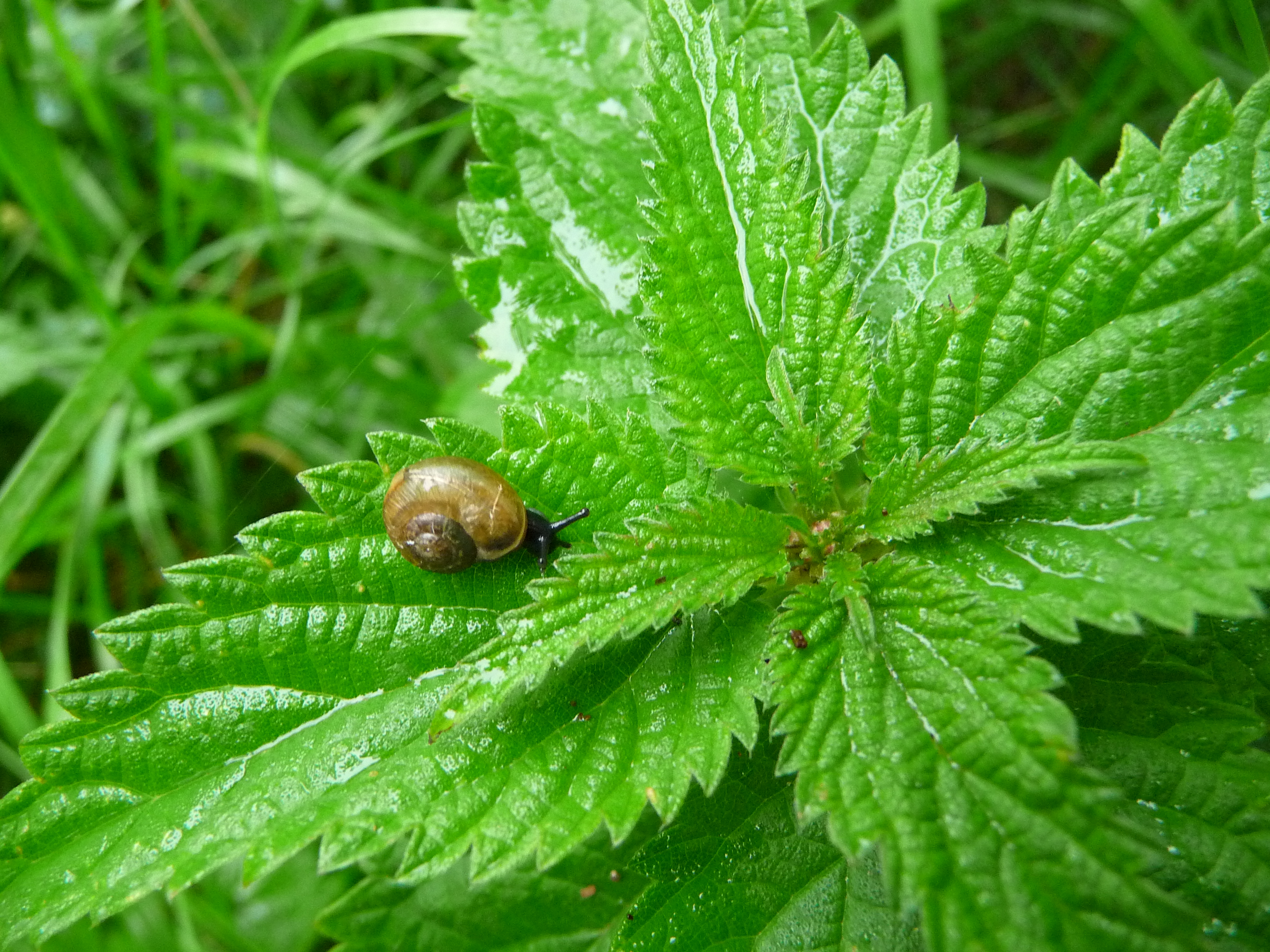
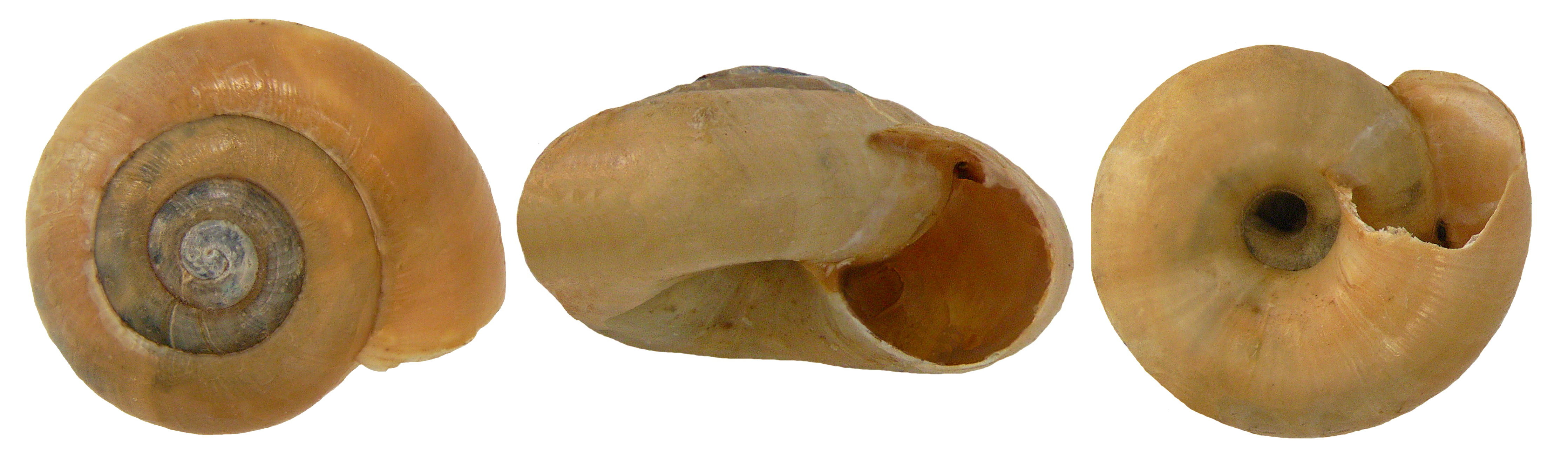